# Pleurothyrium vasquezii
Pleurothyrium vasquezii är en lagerväxtart som beskrevs av H. van der Werff. Pleurothyrium vasquezii ingår i släktet Pleurothyrium och familjen lagerväxter. Inga underarter finns listade i Catalogue of Life.